# Chemin de fer électrique des Tatras
 (signalé en août 2025).
Si vous disposez d'ouvrages ou d'articles de référence ou si vous connaissez des sites web de qualité traitant du thème abordé ici, merci de compléter l'article en donnant les références utiles à sa vérifiabilité et en les liant à la section « Notes et références ».
- Archive Wikiwix
- Bing
- Cairn
- DuckDuckGo
- E. Universalis
- Gallica
- Google
- G. Books
- G. News
- G. Scholar
- Persée
- Qwant
- (zh) Baidu
- (ru) Yandex
- (wd) trouver des œuvres sur Wikidata

Schéma du réseau TEŽ

TEŽ ou Chemin de fer électrique des Tatras (slovaque : Tatranské elektrické železnice) est composée de 2 lignes de tram-train à écartement métrique et dessert les stations de haute montagne des Hautes Tatras

## Lignes
- Ligne 183 Poprad-Tatry - Starý Smokovec - Štrbské Pleso
- Ligne 184 Starý Smokovec - Tatranská Lomnica